# Rusev
Miroslav Barnyashev (în bulgară, Мирослав Барняшев; n. 25 decembrie 1985), este un wrestler profesionist, fost halterofil și vâslaș bulgar. În prezent activează în WWE, unde aparține brandului RAW sub numele de ring Rusev. Este cunoscut și pentru perioada petrecută în All Elite Wrestling (AEW) din 2020 până în 2025, sub numele de ring Miro.
În 2010, Barnyashev a semnat un contract cu WWE și a fost repartizat pe teritoriul său de dezvoltare Florida Championship Wrestling (FCW), care a fost redenumit NXT în 2012. A luptat în NXT până în 2014, când el și managerul său, Lana, au fost mutați în rosterul principal din WWE. În prima sa perioadă petrecută în WWE, a fost triplu campion al Statelor Unite WWE. A părăsit WWE în aprilie 2020 și a debutat în AEW în septembrie același an, câștigând Campionatul AEW TNT. A părăsit AEW în februarie 2025, revenind în WWE în aprilie.

## În Wrestling
- Manevre de final
  - The Accolade
  - Bulplex
  - Jumping side kick

- Managerii
  - Lana
  - Markus Mac
  - Nick Rogers
  - Raquel Diaz
  - Summer Rae
  - Sylvester Lefort

- Porecle
  - "The Bashing Bulgarian"
  - "The Bulgarian Brute"
  - "The Super-Athlete"

## Campionate și realizări
- World Wrestling Entertainment/WWE
  - WWE United States Championship (2 ori)